# Zodion obliquefasciatum
Zodion obliquefasciatum är en tvåvingeart som först beskrevs av Macquart 1846.  Zodion obliquefasciatum ingår i släktet Zodion och familjen stekelflugor. Inga underarter finns listade i Catalogue of Life.